# انت شوک
انت شوک (آلمانی: Anett Schuck؛ زادهٔ ۱۱ آوریل ۱۹۷۰) قایقران کایاک اهل آلمان بود.